# Familia Bettanín
La Familia Bettanin fue una familia diezmada por el terrorismo de Estado durante la última dictadura cívico militar de Argentina. En noviembre de 2010, María Inés Luchetti de Bettanín (Nené), víctima y testigo sobreviviente, brindó un extenso testimonio ante la justicia federal.Por su parte Juana Ferraro de Bettanin, madre de Guillermo, Cristina y Leonardo Bettanin fue víctima del terrorismo de Estado al estar detenida ilegalmente por un año en las cárceles de Rosario y Devoto, Capital Federal. Allí fue víctima de distintos tormentos incluidos delitos sexuales. Luego de su liberación, fue repatriada por el Estado Italiano junto a su nuera y sus tres nietas. Allí inició las campañas de denuncias junto a Lita Boitano. Integró Familiares de desaparecidos y brindó su testimonio en la causa Feced de Rosario. Fue significativa la huelga de hambre que realizaron en la inglesia de la Transfigurazione de Roma en el año 1978. Durante los años de democracia los miembros de la familia Bettanin fueron homenajeados y conmemorados por diferentes iniciativas memoralísticas, tales como colocación de baldosas por la memoria (Congreso de la Nación, Colegio El Salvador); reparación de legajos estudiantiles por la Facultad deFilosofía y Letras de la Universidad de Buenos Aires; homenajes de  la Asociación de reporteros gráficos, entre otros.
El cuadro San Martín, Rosas, Perón de autoría de Alfredo Bettanin representa las figuras de sus tres hijos junto a otros compañeros y figuras de su generación. Fue pintado en el año 1974 y luego expuesto en el Museo del Bicentenario (hasta 2016)  y restaurado y presentado en el Centro Cultural Nestor Kirchner (2022/2023). El canal encuentro realizó un documental sobre de ese cuadro y el devenir de la familia en relación con la historia política del país. Por otro lado, Alfredo también ilustró una de las primeras ediciones reproducidas clandestinamente en Argentina de La fuerza es el derecho de las bestias.

## Leonardo Bettanin
Leonardo Bettanin (31 de agosto de 1945, Buenos Aires, 2 de enero de 1977, Rosario) cursó estudios secundarios en La Escuela San Andrés de Olivos. Tras un breve paso por la Facultad de Arquitectura, comenzó a estudiar la Carrera de Sociología en la Facultad de Filosofía y Letras de la Universidad de Buenos Aires. Militó en las filas universitarias y juveniles del peronismo revolucionario. Militaba en Montoneros, una organización guerrillera en Argentina que buscaba la toma del poder absoluto mediante asesinatos de dirigentes constitucionales (Isabel de Perón), dictatoriales (Aramburu) e incluso ejecutando víctimas inocentes para llegar a la gente que realmente querían matar, con la esperanza de conseguir un país mejor a través de la violencia.
En 1973 es postulado como diputado nacional del Frente Justicialista de Liberación (FREJULI) y asume su cargo conjuntamente con Miguel Zavala Rodríguez y Rodolfo Ortega Peña, luego de la renuncia de ocho jóvenes legisladores peronistas en marzo de 1974, disconformes con las reformas represivas sumadas al Código Penal. Al jurar como diputado lo hizo “Por la memoria de la compañera Evita y por todos los caídos en la lucha por la liberación nacional”. En septiembre del mismo año renuncia a su banca y se va con su familia a vivir a Rosario. En la ciudad de Villa Mercedes, San Luis, por ordenanza Nº 1362-o, del 20 de agosto de 2002, hay una calle con su nombre.
Su primo Juan Carlos Bettanin, periodista de profesión, ingresó en 2013 como diputado Nacional, jurando ante el titular de la Cámara baja, Julián Domínguez (FPV), "por los 30 mil compañeros desaparecidos".

## La casa de Barrio Gráfico
El 2 de enero de 1977 es allanada su casa ubicada en la Calle 2 Nº 626, del Barrio Gráfico de Rosario.  “Al arribar el grupo represivo, compuesto por unas 20 personas, la mayoría de los que se encontraban en el domicilio estaban durmiendo la siesta. Algunos de los miembros de las fuerzas represivas que atacaron la casa, entraron trepando por los techos de las viviendas vecinas”. El operativo estuvo a cargo del comisario Agustín Feced. Leonardo es fusilado en el lugar junto a sus amigos y compañeros de lucha Julio Maggio y Clotilde Rosa Tosi.
Otros familiares reunidos allí como su madre Juana Ferraro de Bettanin y su esposa, María Inés Luchetti, que se encontraba embaraza a término, fueron conducidos a un centro clandestino de detención donde sufrieron torturas y vejaciones. También estaban allí su hermana Cristina Bettanin junto a su esposo,  Jaime Colmenares Berrios. En el operativo estuvieron presentes cuatro niñas,  hijas de las personas asesinadas, que tenían entre uno y tres años de edad. Todas fueron detenidas ilegalmente al finalizar el operativo  hasta que fueron entregadas a sus familiares días después.

## Cristina Bettanin
Cristina Bettanin de Colmenares (4 de abril de 1947,  Capital Federal, 2 de enero de 1977), hija del plástico y cineasta Alfredo Bettanín (San Javier, 27/9/1920-..., 1974). Estudió en la Facultad de Filosofía y Letras a partir de 1972 y se incorporó de lleno a la militancia política en el peronismo revolucionario montonero. Trabajaba como reportera gráfica en la revista “El Descamisado” de la Juventud Peronista, en la revista “Ya” y en el diario montonero “Noticias”. En 1975 recorrió el país detrás de la concreción de una agrupación, el Partido Peronista Auténtico. Estaba con su hermano en la casa allanada el 2 de enero de 1977 en Rosario. Cristina Bettanín se suicidó tomando una pastilla de cianuro, mientras los represores invadían la casa. Su esposo, Jaime Colmenares, fue secuestrado.
En la casa según algunos testimonios, funcionaba una de las imprentas donde se hacía la revista “Evita Montonera”.

## Jaime José Colmenares Barrios
Jaime José Colmenares Berrios (17 de octubre de 1949, Mérida, Venezuela,detenido desaparecido el 2 de enero de 1977, Rosario). A los 14 años comenzó a estudiar arte en su país. Por sus méritos como artista fue becado a estudiar fotografía a la Argentina. Llegó a Buenos Aires en febrero de 1969 y al poco tiempo conoció a Cristina Bettanin. Se enamoraron. Se casaron en 1971 y el venezolano comenzó a trabajar como periodista fotográfico en diversos medios. En 1973 consigue trabajo -siempre en la fotografía-, en el diario de los Montoneros: “Noticias”. Allí asume como propios los principios de esa organización revolucionaria peronista. Luego también colabora en el “Evita Montonera”.
Luego de su secuestro en Rosario (Barrio Gráfico) fue visto en el centro clandestino de detención del Servicio de Informaciones (SI) de la Jefatura de Policía de Rosario y a posteriori en la ESMA hasta marzo de 1977 y se cree que pudo haber sido nuevamente trasladado a Rosario hacia fines de 1978. Según algunas fuentes en lugar de rociarlo con agua para seguir con la sesión de picana, le tiraron alcohol.
Cuando el dictador Jorge Videla arribó a Colombia en visita oficial en octubre de 1977 debió encontrarse para su disgusto con numerosas manifestaciones de estudiantes colombianos que pedían por la aparición con vida de Colmenares Berrios y una solicitada a toda página, por la misma razón en los medios gráficos más importantes de aquel país.

## Guillermo Juan Bettanín
Guillermo Juan Bettanín (10 de mayo de 1954, Buenos Aires, secuestrado desaparecido 7 de mayo de 1976, Buenos Aires). Hermano de Leonardo y Cristina. Cursó estudios en el colegio jesuita “Del Salvador” para ingresar luego a la Facultad de Filosofía y Letras donde fue el responsable de la Juventud Universitaria Peronista (JUP). Y presidente del Centro de Estudiantes. Militó asimismo en Montoneros, en la Columna Norte. También fue redactor del diario “Noticias”.

## Leticia Elda Jones Navascues de Bettanin
Esposa de Guillermo Juan. Estudiaba Filosofía en la Universidad Nacional de Buenos Aires y militaba en Juventud Universitaria Peronista. Secuestrada desaparecida el 12 de mayo de 1977 en Buenos Aires.